# Вишній Чай
Вишній Чай (словац. Vyšný Čaj) — село в окрузі Кошиці-околиця Кошицького краю Словаччини. Площа села 4,83 км². Станом на 31 грудня 2016 року в селі проживало 293 жителі.

## Історія
Перші згадки про село датуються 1335 роком.

## Населення
| Рік:            | 1994. | 2004.    | 2014.   | 2024.   |
| --------------- | ----- | -------- | ------- | ------- |
| Кількість осіб: | 269   | 301      | 295     | 317     |
| Різниця:        |       | +11,89 % | -1,99 % | +7,45 % |

| Рік:            | 2023. | 2024.   |
| --------------- | ----- | ------- |
| Кількість осіб: | 318   | 317     |
| Різниця:        |       | -0,31 % |